# Dinero fácil (película de 1931)
Dinero fácil (en inglés, Smart Money) es una película dramática y de gánsteres estadounidense de 1931, dentro de la denominada época pre-code, dirigida por Alfred E. Green, producida y distribuida por Warner Bros., con Edward G. Robinson y James Cagney en los papeles principales. Es la única cinta en que Robinson y Cagney trabajan juntos, aunque los dos actores eran estrellas, principalmente en papeles de gánster, para los estudios Warner durante la década de 1930. Dinero fácil se rodó después del estreno de la película emblemática de Robinson, El pequeño César / Hampa dorada (Little Caesar, 1931) y mientras se rodaba El enemigo público (The Public Enemy, 1931), la película que lanzó a Cagney al estrellato; por esta razón, Cagney desempeña un papel secundario.
Los actores secundarios incluyen a Evalyn Knapp, Margaret Livingston —conocida por su papel como la mujer de la ciudad en Amanecer (Sunrise: A Song of Two Humans, 1927) de F. W. Murnau— y un destacado (aunque poco valorado) Boris Karloff que interpretó al monstruo Frankenstein más tarde ese mismo año en El doctor Frankenstein / Frankenstein, el autor del monstruo (Frankenstein, 1931).
Los guionistas Lucien Hubbard y Joseph Jackson estuvieron nominados en la 4.ª edición de los Premios Óscar en la categoría extinta de mejor argumento.

## Argumento
Nick Venizelos (Edward G. Robinson) es un próspero barbero de una pequeña ciudad, llamada Irontown. Tiene debilidad por las mujeres rubias y especial habilidad para el póquer; así, ofrece juegos de azar a sus clientes en la parte trasera de su negocio. Tiene tanta suerte que le sugieren que vaya a la gran ciudad y se enfrente a Hickory Short, un jugador famoso. Con plena confianza en sí mismo, Nick aporta de su propio dinero la mitad de la apuesta de 10 000 dólares, mientras que los otros ponen el resto. Sale de la barbería acompañado de su asistente, Jack (James Cagney), y sube al tren camino de la ciudad. 
Averigua a través de Marie (Noel Francis), la rubia cigarrera del hotel, la habitación donde Hickory está jugando una partida de póquer ilegal, con altísimas apuestas. Nick participa en el juego y pierde todo su dinero. Sin embargo, poco después, lee en el periódico la noticia de que el verdadero Hickory Short acaba de salir de una lejana cárcel en Florida. El hombre que pasaba por Hickory era realmente Sleepy Sam (Ralf Harolde) y Marie su novia y cómplice. Cuando Nick intenta tontamente recuperar su dinero, Sleepy Sam y el resto de los falsos jugadores de póquer le dan una soberana paliza. Al salir del hospital, promete vengarse.
Nick vuelve a su barbería en Irontown y reúne el dinero para otra apuesta. Seis meses después, sigue el rastro de Sleepy Sam y su pandilla hasta otra ciudad. Le propone un juego exclusivamente entre ellos dos, cada uno pondría hasta 50 000 dólares y jugarían hasta que uno de los dos ganara todo el dinero. Sam acepta. Nick insiste en que traigan barajas de cartas nuevas, como precaución. Cuando Nick gana e intenta irse, los estafadores se disponen a sacar sus armas, pero Jack y un compañero irrumpen con las armas desenfundadas. Entonces Nick se ríe de ellos, confesando que simplemente ha hecho trampas mejor que Sam porque las cartas estaban marcadas.
Nick cosecha un éxito total. Por fin puede jugar contra el verdadero Hickory Short; el periodista Walter Winchell publica en su columna el rumor de que Nick ha ganado a Hickory una suma de 300 000 dólares. Nick se convierte en el rey del juego ilegal de la ciudad, con Jack como su hombre de confianza.
Pero sigue teniendo cierta debilidad por las mujeres, sobre todo si son rubias. Una noche, mientras iban en coche al club, les paran para pedirles que lleven al hospital a una joven que se ha tirado al río. La joven Irene (Evalyn Knapp) despierta durante el trayecto, pero Nick insiste en que se quede en su mansión hasta que se recupere totalmente, a pesar de las protestas suspicaces de Jack. Con el tiempo, Irene está tan impresionada con la amabilidad de Nick que le confiesa que está huyendo de una acusación de chantaje, pero Nick no le da importancia.
El club-casino de Nick es tan descarado que la indignación pública presiona al fiscal de distrito Black (Morgan Wallace), que se presenta a la reelección próximamente. Black hace que cojan a Irene; amenaza con procesarla por el chantaje si no coopera para incriminar a Nick; Irene se niega todo lo que puede. Finalmente, Black consigue que Irene se preste a colocar un boletín de apuestas en el bolsillo del abrigo de NicK —esto sería suficiente para mandarle a la cárcel durante un mes—. Jack observa cómo Irene realiza su cometido pero, cuando trata de avisar a su amigo, Nick se pone furioso y de un golpe le tira al suelo. La policía hace una redada en el casino y Black arresta a Nick. Se descubre que Jack ha muerto. Horrorizada, Irene pide perdón a Nick, que se lo concede generosamente. Es sentenciado a 10 años de cárcel. Mientras se sube al tren que le conduce a la prisión, ofrece apostar a que estará fuera dentro de cinco.

## Reparto
- Edward G. Robinson ... Nick «el barbero» Venizelos
- James Cagney ... Jack
- Evalyn Knapp ... Irene Graham
- Ralf Harolde ... Sleepy Sam
- Noel Francis ... Marie, cigarrera del hotel
- Margaret Livingston ... novia del fiscal del distrito
- Maurice Black ... barbero griego
- Billy House ... vendedor-jugador de Irontown
- Paul Porcasi ... Alexander Amenoppopolus
- Gladys Lloyd ... segunda cigarrera
- Polly Walters ... Lola
- John George ... enano en el tren (sin acreditar)
- Boris Karloff ... Sport Williams (sin acreditar)
- Charles Lane ... recepcionista del hotel (sin acreditar)
- John Larkin ... Snake Eyes (sin acreditar)
- Morgan Wallace ... fiscal del distrito Black (sin acreditar)

## Crítica
La enciclopedia cinematográfica alemana Lexikon des internationalen Films (Léxico del cine internacional) describe la película Dinero fácil como: «experimentado cine de estrellas de Hollywood». El crítico Mordaunt Hall de New York Times considera que la película «no es nada edificante», pero sí «bastante interesante, gracias al ritmo de la narrativa».

## Premios
Óscar 1931
| Categoría       | Persona                         | Resultado |
| --------------- | ------------------------------- | --------- |
| Mejor argumento | Lucien Hubbard y Joseph Jackson | Nominados |